# Usumacinta
Usumacinta je významná středoamerická řeka. Horní tok se nachází v Guatemale, potom zhruba 200 km tvoří mexicko-guatemalskou státní hranici, poté vtéká na území mexického státu Tabasco. Jedná se o nejvodnější řeku jak Mexika, tak Guatemaly.

## Průběh toku
Pramení v guatemalském departementu El Quiché a ústí do Mexického zálivu.

### Delta
Řeka ústí do Mexického zálivu ve formě delty. Největší a nejvýznamnější rameno řeky se asi 20 km před ústím spojuje s další významnou řekou Grijalvou. Společné povodí obou řek má rozlohu 128 390 km² , z toho 83 553 km² v Mexiku a 44 837 km² v Guatemale. Obě řeky do zálivu průměrně za rok přivedou 115 536 km³ vody .